# Ethnopharmacologie
 (janvier 2011).
Si vous disposez d'ouvrages ou d'articles de référence ou si vous connaissez des sites web de qualité traitant du thème abordé ici, merci de compléter l'article en donnant les références utiles à sa vérifiabilité et en les liant à la section « Notes et références ».
L'ethnopharmacologie peut être définie par « l'étude scientifique interdisciplinaire de l'ensemble des matières d'origine végétale, animale ou minérale, et des savoirs ou des pratiques s'y rattachant, que les cultures vernaculaires mettent en œuvre pour modifier les états des organismes vivants, à des fins thérapeutiques, curatives, préventives, ou diagnostiques. » Elle s’appuie, entre autres, sur l’ethnologie, la botanique et l’histoire.

## Problématique
Actuellement, on estime que 80 % de la population mondiale se soigne en faisant appel aux ressources des flores et des pharmacopées locales[réf. nécessaire] ; cela par choix, mais trop souvent faute d’avoir accès aux avantages de la médecine scientifique.
Dans les pays du Sud où la situation sanitaire est déplorable, il existe des connaissances, un système de soins traditionnels alliés à une riche pharmacopée végétale, et des savoir-faire, menés cependant sur la voie de l'érosion. Tandis que les savoirs traditionnels s'éloignent de nous, les plantes auxquelles ils se réfèrent subissent une dégradation parallèle. On estime à 65 000 le nombre des espèces menacées dont on peut supposer que près de 15 % ont un emploi thérapeutique[réf. nécessaire].
Une manière simple de conserver les cultures, les savoirs et les plantes qui y sont liés consiste à valoriser ces connaissances, les dynamiser et leur donner un sens en les adaptant à l’intérieur de la société au cours de sa mutation. Dans un souci d'autonomie des communautés et dans le cadre d'un développement durable et intégré, l'ethnopharmacologie appliquée tente de valoriser au mieux les pharmacopées locales.

## Organisation
La Société française d'Ethnopharmacologie comprenait fin 2007 environ 600 adhérents ou correspondants dans une trentaine de pays. Cette association a été créée en 1986 par une douzaine d'universitaires de disciplines différentes mais concernés par l'approche ethnologique de la santé et de la maladie, par les plantes médicinales et l'explication ou la démonstration de leurs effets.